# Abdul Salis
Abdul Salis (ur. 6 lipca 1979 w Londynie) – brytyjski aktor filmowy i teatralny. Syn ghańskich rodziców, którzy przeprowadzili się do Londynu w 1975 roku.

## Role[3]

### Film
- Flyboys – bohaterska eskadra (Eugene) reż.: Tony Bill, Electric Entertainments (2006)
- Sahara (Oumar) reż.: Breck Eisner, Sahara Productions (2005)
- Animal (Julius) reż.: Rose Bosch, Animal Productions (2004)
- Welcome Home (Isaac) reż.: Andreas Gruber, Wega-Film (2004)
- To właśnie miłość (Tony) reż.: Richard Curtis, DNA/ Working Title (2003)

### Telewizja
- Casualty (Curtis), BBC (2008–2009)
  - Casualty (Fularin) reż.: Robbie Del Maestro, BBC
  - Casualty XVII (Noble) reż.: Richard Holthouse, BBC
- S.A.W. Szkolna Agencja Wywiadowcza (Ben Wheeler) reż.: Simon Hook, Kudos dla BBC
- The Bill (Macca McKenzie) reż.: Richard Signy
- Doktor Who, odcinek „Fear Her” (Kel) reż.: Euros Lyn, BBC/DW Productions
- Gifted (Rowan Angelis) reż.: Douglas McKinnon, Red Productions
- Trevor's World of Sport (Barry; 7 odcinków) reż.: Andy Hamilton, Hat Trick Series
- Roger Roger III (Carlton) reż.: Roger Bamford, BBC
- The Hidden City (Vince - rola główna; 20-odcinkowy serial) reż.: Richard Johnson, Hallmark Entertainment

### Teatr
- Joe Guy (Joe Boetang) reż.: Femi Elufowojo, Tiata Fahodzi - New Wolsey Ipswich/Soho Theatre
- Don Juan in Soho (Pete/Vagabond) reż.: Michael Grandage, Donmar Warehouse
- The Exonerated (Robert) reż.: Bob Balaban, Riverside Studios/Dublin Festival
- Blood Wedding (Leonardo) reż.: Lawrence Kansor, Orange Tree Theatre
- The Road (Zan) reż.: Nelson Danter, Orange Tree Theatre
- West Side Story (Riff) reż.: Veronica Caj, Waterlands Art Centre, London